# Brennerbasistunnel
| Verlauf des Brennerbasistunnels (blau) |    |                                    |                                    |
| |    |                                    |                                    |
| \| \| \| von Innsbruck Hbf \| \| \| \| \| nach Brenner/Brennero \| \| \| \| \| Silltal-Tunnel (ca. 130 m) \| \| \| \| \| Sill (ca. 50 m) \| \| \| \| 2 \| Nordportal \| 603 m \| \| \| \| Umfahrung Innsbruck \| \| \| \| 5 \| Verbindung von Umfahrung Innsbruck \| Verbindung von Umfahrung Innsbruck \| \| \| 6 \| Nothaltestelle Innsbruck \| Nothaltestelle Innsbruck \| \| \| 25 \| Nothaltestelle St. Jodok \| Nothaltestelle St. Jodok \| \| \| 26 \| Überleitstelle St. Jodok \| Überleitstelle St. Jodok \| \| \| 32 \| Staatsgrenze Österreich/Italien \| 794 m \| \| \| 45 \| Nothaltestelle Trens \| Nothaltestelle Trens \| \| \| 55 \| Eisack \| Eisack \| \| \| \| Verbindung \| \| \| \| \| von Brenner/Brennero \| \| \| \| 57 \| Südportal \| 749 m \| \| \| \| Franzensfeste/Fortezza \| \| \| \| \| nach Verona \| \| \| \| \| südliche Zulaufstrecke nach Verona \| \| \| \| \| \| \| \| Quellen: [3] \| \| \| \| |    |                                    |                                    |
| Strecke |    | von Innsbruck Hbf                  | von Innsbruck Hbf                  |
| Abzweig ehemals geradeaus und nach rechts |    | nach Brenner/Brennero              | nach Brenner/Brennero              |
| Tunnel (Strecke außer Betrieb) |    | Silltal-Tunnel (ca. 130 m)         | Silltal-Tunnel (ca. 130 m)         |
| Brücke über Wasserlauf (Strecke außer Betrieb) |    | Sill (ca. 50 m)                    | Sill (ca. 50 m)                    |
| Tunnelanfang (Strecke außer Betrieb) | 2  | Nordportal                         | 603 m                              |
| Kreuzung mit Tunnelstrecke (Strecke geradeaus außer Betrieb) (im Tunnel) |    | Umfahrung Innsbruck                | Umfahrung Innsbruck                |
| Abzweig geradeaus und von links (Strecke außer Betrieb) (im Tunnel) | 5  | Verbindung von Umfahrung Innsbruck | Verbindung von Umfahrung Innsbruck |
| Blockstelle (Strecke außer Betrieb) (im Tunnel) | 6  | Nothaltestelle Innsbruck           | Nothaltestelle Innsbruck           |
| Blockstelle (Strecke außer Betrieb) (im Tunnel) | 25 | Nothaltestelle St. Jodok           | Nothaltestelle St. Jodok           |
| Überleitstelle / Spurwechsel (Strecke außer Betrieb) (im Tunnel) | 26 | Überleitstelle St. Jodok           | Überleitstelle St. Jodok           |
| Grenze (Strecke außer Betrieb) (im Tunnel) | 32 | Staatsgrenze Österreich/Italien    | 794 m                              |
| Blockstelle (Strecke außer Betrieb) (im Tunnel) | 45 | Nothaltestelle Trens               | Nothaltestelle Trens               |
| Strecke unter Wasserlauf (Strecke außer Betrieb) (im Tunnel) | 55 | Eisack                             | Eisack                             |
| Abzweig geradeaus und nach links (Strecke außer Betrieb) (im Tunnel) · Strecke von rechts und Tunnelende (außer Betrieb) |    | Verbindung                         | Verbindung                         |
| Kreuzung (Strecke geradeaus außer Betrieb) (im Tunnel) · Abzweig ehemals geradeaus und von rechts |    | von Brenner/Brennero               | von Brenner/Brennero               |
| Tunnelende (Strecke außer Betrieb) · Strecke | 57 | Südportal                          | 749 m                              |
| Blockstelle (Strecke außer Betrieb) · Bahnhof |    | Franzensfeste/Fortezza             | Franzensfeste/Fortezza             |
| Strecke (außer Betrieb) · Strecke nach links |    | nach Verona                        | nach Verona                        |
| Strecke (außer Betrieb) |    | südliche Zulaufstrecke nach Verona | südliche Zulaufstrecke nach Verona |
| |    |                                    |                                    |
| Quellen: |    |                                    |                                    |

Als Brennerbasistunnel (BBT, auch Brenner Basistunnel, italienisch Galleria di Base del Brennero) wird ein österreichisch-italienisches Gemeinschaftsprojekt zum Bau eines Eisenbahntunnels für gemischten Personen- und Güterverkehr unter dem Brennerpass bezeichnet. Der BBT wird parallel zur heutigen Brennerbahn zwischen Innsbruck und Franzensfeste den Alpenhauptkamm unterqueren. Er ist als Teil der Eisenbahnachse Berlin–Palermo im Skandinavisch-Mediterranen Kernkorridor des TEN-Programms der EU eingereiht. Zwischen Innsbruck und Franzensfeste misst der BBT 55 km. Gemeinsam mit einem großen Teil der bereits bestehenden unterirdischen Umfahrung Innsbruck würde der Brennerbasistunnel eine Länge von 64 km erreichen. Das wäre die längste unterirdische Eisenbahnverbindung der Welt.
Die Inbetriebnahme war im Jahr 2019 für 2028 geplant. Im Mai 2021 wurde bekanntgegeben, dass er frühestens 2032 eröffnet wird.

## Funktion und Geschichte

### Ausgangslage und Zielsetzung
Der Personen- und Güterverkehr über die Alpen hat in den letzten Jahren stark zugenommen. Im Güterbereich werden rund 40 % des Transitaufkommens des zentralen Alpenbogens über die Brennerachse abgewickelt, und zwar zu etwa drei Vierteln auf der Straße. Seit langem kämpfen Anrainer für eine Entlastung von den damit verbundenen starken Emissionen. Der Bau eines Basistunnels wird von dessen Verfechtern als wichtige Voraussetzung einer Verlagerung des Transitgüterverkehrs von der Straße auf die Schiene betrachtet.
Die Eisenbahnstrecke von Innsbruck nach Bozen wurde in den Jahren 1860 bis 1867 erbaut. Kleine Bogenradien und Steigungen bis 25 ‰ erschweren den Betrieb. Güterzüge müssen mit bis zu drei Lokomotiven bespannt werden. Zwischen Innsbruck und Steinach am Brenner (damalige Endstation der S-Bahn Tirol) verkehrten 2010 im Schnitt 242 Züge am Tag. Damit wurde die Kapazitätsgrenze nahezu erreicht. Auf italienischer Seite fand eine Optimierung der Bestandsstrecke statt, die Ende 2008 abgeschlossen wurde und womit die Strecke theoretisch 240 Züge pro Tag aufnehmen kann. Die Steigungen wurden dadurch aber nicht wesentlich entschärft.
Auf der neuen Brennerbahn ist eine maximale Steigung von 12 ‰ und im Basistunnel von 4 bis 7 ‰ geplant. Dadurch kann eine Lokomotive mehr als die doppelte Masse ziehen als bisher. Dank der Neubaustrecke (Basistunnel sowie neue Südzufahrt Waidbruck–Franzensfeste) soll sich die Reisezeit von Innsbruck nach Bozen von heute gut zwei Stunden auf weniger als die Hälfte reduzieren.

### Chronologie

#### Planung

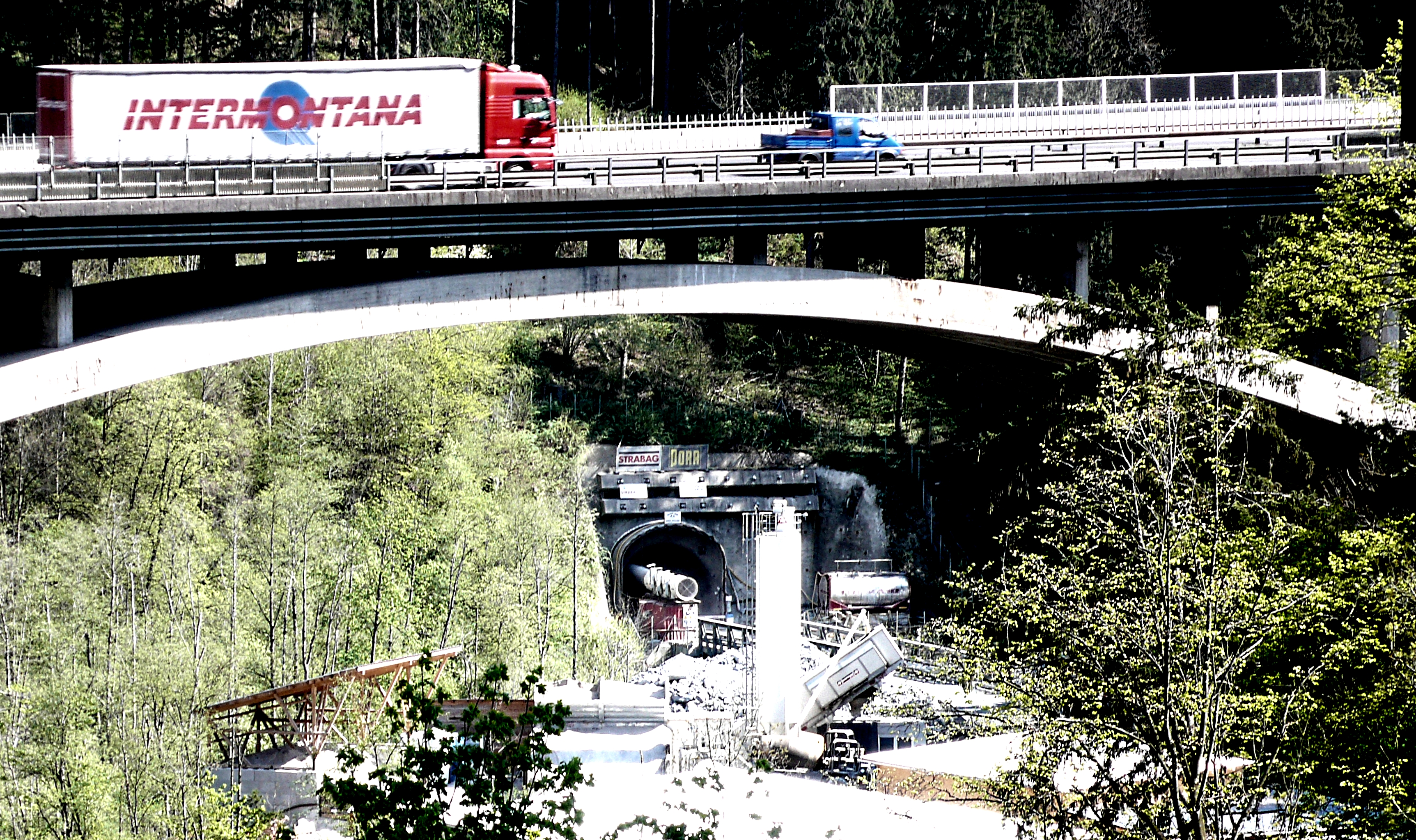
BBT-Erkundungsstollen in der Innsbrucker Sillschlucht am 18. April 2011, dem Tag des Beginns der Hauptbauphase III

- Erste Machbarkeitsstudien gehen auf das Jahr 1989 zurück.[9]
- Am 10. Dezember 1994 nahm der Europäische Rat in Essen den Ausbau der Brennerachse in die Liste der prioritären TEN-Projekte auf.[10]
- Von 1996 bis 1997 wurde das neue Bahnprojekt München-Verona mit dem Brennerbasistunnel technisch und wirtschaftlich optimiert.
- 1999 gründeten die Verkehrsminister Österreichs und Italiens die Europäische Wirtschaftliche Interessensvereinigung (EWIV) zur Projektierung des Brennerbasistunnels, womit die Planungsphase begann.
- Von 1999 bis 2002 entstand das Vorprojekt mit der grundsätzlichen Festlegung der Trasse.
- Am 30. April 2004 unterzeichneten die Verkehrsminister Österreichs und Italiens, Hubert Gorbach und Pietro Lunardi, in Wien einen Vertrag zum Bau des Tunnels.[9]
- Am 16  Dezember 2004 wurde die Errichtergesellschaft Galleria di Base del Brennero – Brenner Basistunnel BBT SE gegründet.
- Am 12. Juli 2005 beschloss die österreichische Bundesregierung, 12,5 % der geplanten Kosten für den Pilotstollen von 430 Mio. Euro zu übernehmen. Die Tiroler Landesregierung sagte zu, sich mit 54 Mio. Euro daran zu beteiligen. Die Schächte und Erkundungsstollen mit einer Gesamtlänge von 52 km sollten bis 2010 fertiggestellt werden. Die Inbetriebnahme des Fahrtunnels war zu diesem Zeitpunkt noch für 2015 geplant.[11]
- Am 7. März 2006 wurde die italienische Gesellschaft „Tunnel Ferroviario del Brennero – Finanziaria di Partecipazione SpA (TFB)“, die den italienischen Anteil von 50 % der BBT SE hält, gegründet.

#### Baubeginn 2006
- Am 30. Juni 2006 erfolgte der symbolische Spatenstich und im August 2007 begannen die Bauarbeiten für den ersten Abschnitt des Erkundungsstollens zwischen Aicha und Mauls in Südtirol.
- Die Absicht zum Bau des Tunnels wurde mehrfach in zwischenstaatlichen Vereinbarungen zwischen Österreich und Italien bekräftigt, so am 15. Juli 2007 mit einem von den Infrastrukturministern Werner Faymann und Antonio Di Pietro in Wien unterzeichneten Memorandum.[12] Die schwierige Frage der Finanzierung blieb dabei noch offen. Parallel beteiligte sich Deutschland, das bisher außer „Ankündigungen der jeweiligen Wirtschafts- und Verkehrsminister, den Gleisausbau Richtung Brenner zügig voranzutreiben“, keinerlei Schritte zum Zulauf unternommen hatte, am Memorandum of Understanding.[13]
- Am 29. Februar 2008 war das Einreich- und UV-Projekt für Österreich und Italien abgeschlossen.
- Am 12. Dezember 2008 war die Umweltverträglichkeitsprüfung (UVP) abgeschlossen und in Österreich lag die Baugenehmigung für den Brennerbasistunnel vor.
- Am 18. Mai 2009 unterzeichneten die Verkehrsminister von Österreich, Italien und Deutschland, die Landeshauptleute oder Präsidenten der Länder und Provinzen zwischen München und Verona sowie Vertreter der Eisenbahngesellschaften in Rom im Beisein von EU-Koordinator Karel Van Mierts und des Vizepräsidenten der Europäischen Kommission Antonio Tajani eine Grundsatzvereinbarung zum Bau des Brennerbasistunnels.[12][13] Im sogenannten Aktionsplan 2009–2022 sind konkrete verpflichtende Maßnahmen zur Verbesserung der Bahnlogistik sowie politische Maßnahmen zur Verlagerung des Schwerverkehrs von der Straße auf die Schiene enthalten.
- Am 4. Dezember 2009 begannen in Österreich die Bauarbeiten für den ersten Abschnitt des Erkundungsstollens Innsbruck-Ahrental.
- Der Interministerielle Ausschuss für Wirtschaftsplanung (CIPE) genehmigte die Finanzierung des BBT in Italien am 18. November 2010. Italien hat laut CIPE-Beschluss 4,6 Mrd. Euro genehmigt.
- Österreich hat am 1. Februar 2011 den Rahmenplan Infrastruktur verabschiedet und dort 5,2 Mrd. Euro für das Projekt Brennerbasistunnel vorgesehen, davon rund 1,3 Mrd. Euro bis 2016. Während dieser Zeit sollten die ersten Kilometer des Tunnels gebohrt und parallel dazu Erkundungsstollen für den Haupttunnel aufgefahren werden. Ab 2016 sollte dann mit Tunnelbohrmaschinen am Hauptteil (Ahrental – Trens) begonnen werden.[14]

#### Beginn der Hauptbauphase (Phase III) 2011
- Am 18. April 2011 fand in Innsbruck ein feierlicher Festakt zum Beginn der Hauptbauphase statt. Die Aktionäre der BBT SE erteilten an diesem Tag den Auftrag zum Beginn der Phase III.
- Auf österreichischer Seite fand der offizielle Baubeginn der Hauptröhren am 19. März 2015 statt.[15]
- Vom insgesamt 230 km langen Tunnelsystem waren Mitte 2016 insgesamt 50 km vorgetrieben.[16]
- Das Baulos zwischen Pfons und Brenner boten fünf Bieter an. Das günstigste Angebot für die rund 50 km Tunnel hatte eine Arbeitsgemeinschaft um Porr für 966 Millionen Euro. Die zweit- und drittplatzierten Bieter erhoben einen erfolglosen Einspruch gegen diesen Entscheid.[17][18]
- Im September 2017 waren 72 km Tunnel ausgebrochen.[19]
- Im April 2019 waren von den insgesamt 230 km 100 km ausgebrochen, der Durchschlag ist für 2022/23 geplant.[20]
- Am 22. Mai 2019 startete in Mauls die letzte von drei Tunnelbohrmaschinen, die Richtung Brenner graben. Die Zwillings-TBMs „Flavia“ und „Virginia“ des deutschen Herstellers Herrenknecht haben einen Durchmesser von 10,70 m und brechen die beiden Haupttunnel aus. Sie folgen der kleineren „Serena“ (mit einem Durchmesser von 6,8 m), die den Erkundungsstollen vorantreibt.[21]
- Aufgrund von internen Auseinandersetzungen wurden Mitte Juni 2019 die beiden Geschäftsführer der Errichtergesellschaft Brenner Basistunnel BBT SE Konrad Bergmeister und Raffaele Zurlo abberufen. Zum 18. September wurden Martin Gradnitzer und Gilberto Cardola als Nachfolger bestellt.[22]
- Die dreigleisige Einfahrt in den Hauptbahnhof Innsbruck wurde am 5. September 2019 in Betrieb genommen. Somit ist der künftige Brennerbasistunnel mit der Bestandsstrecke der Brennerbahn verknüpft.[23]
- Am 29. November 2019 waren insgesamt 115 km von 230 km ausgebrochen, exakt 50 % der Gesamtlänge aller Tunnelbauwerke.[24]
- Die TBM „Günther“ brach am 6. Juli 2020 nach 16,7 km Fahrt von Innsbruck Richtung Süden mit dem Erkundungsstollen bei der Gemeinde Steinach am Brenner durch.[25]
- Am 24. November 2021 hat die TBM „Serena“ nach 14 km Fahrt auf Südtiroler Seite mit dem Erkundungstunnel die Staatsgrenze unterhalb des Brennerpasses erreicht.[26]
- 2024 kam es im März und Mai zu zwei tödlichen Unfällen. Ende März wurde ein 57-jähriger Arbeiter aus Deutschland auf der BBT-Baustelle H41 Sillschlucht-Pfons im Haupttunnel Ost in Innsbruck tödlich verletzt. Der Mann war mit Vermessungsarbeiten beschäftigt gewesen, als er von einer Transportlok, die Material zur Tunnelbohrmaschine lieferte, erfasst wurde. Im Mai wurde ein 41-Jähriger in einem Versorgungstunnel in Steinach am Brenner getötet. Der Arbeiter wurde bei der Kollision mit einem abgestellten LKW aus der Fahrerkabine eines Gabelstaplers geschleudert und tödlich verletzt.[27]
- Im März 2025 kam es erneut zu einem tödlichen Unfall. Ein Arbeiter wurde von einem Schwerfahrzeug überfahren. Bereits in den Tagen zuvor war es zu zwei Unfällen gekommen, bei denen zwei Männer verletzt worden waren.[28]
- Von den insgesamt 230 Kilometern an Tunnelbauwerken waren Anfang Juli 2025 200 Kilometer ausgebrochen.[29]

## Projekt

### Tunnelsystem

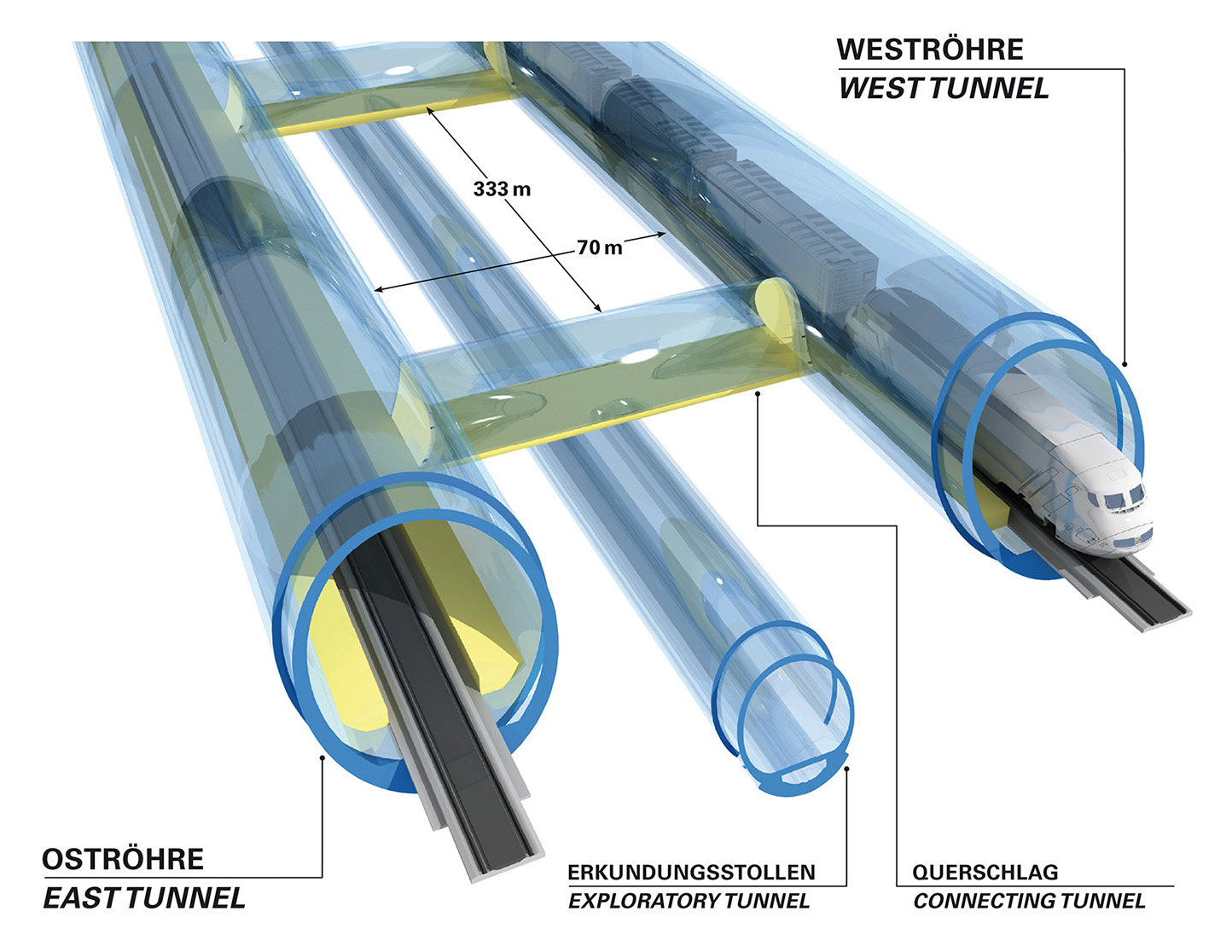
Ansicht der Tunnelröhren des Brennerbasistunnels

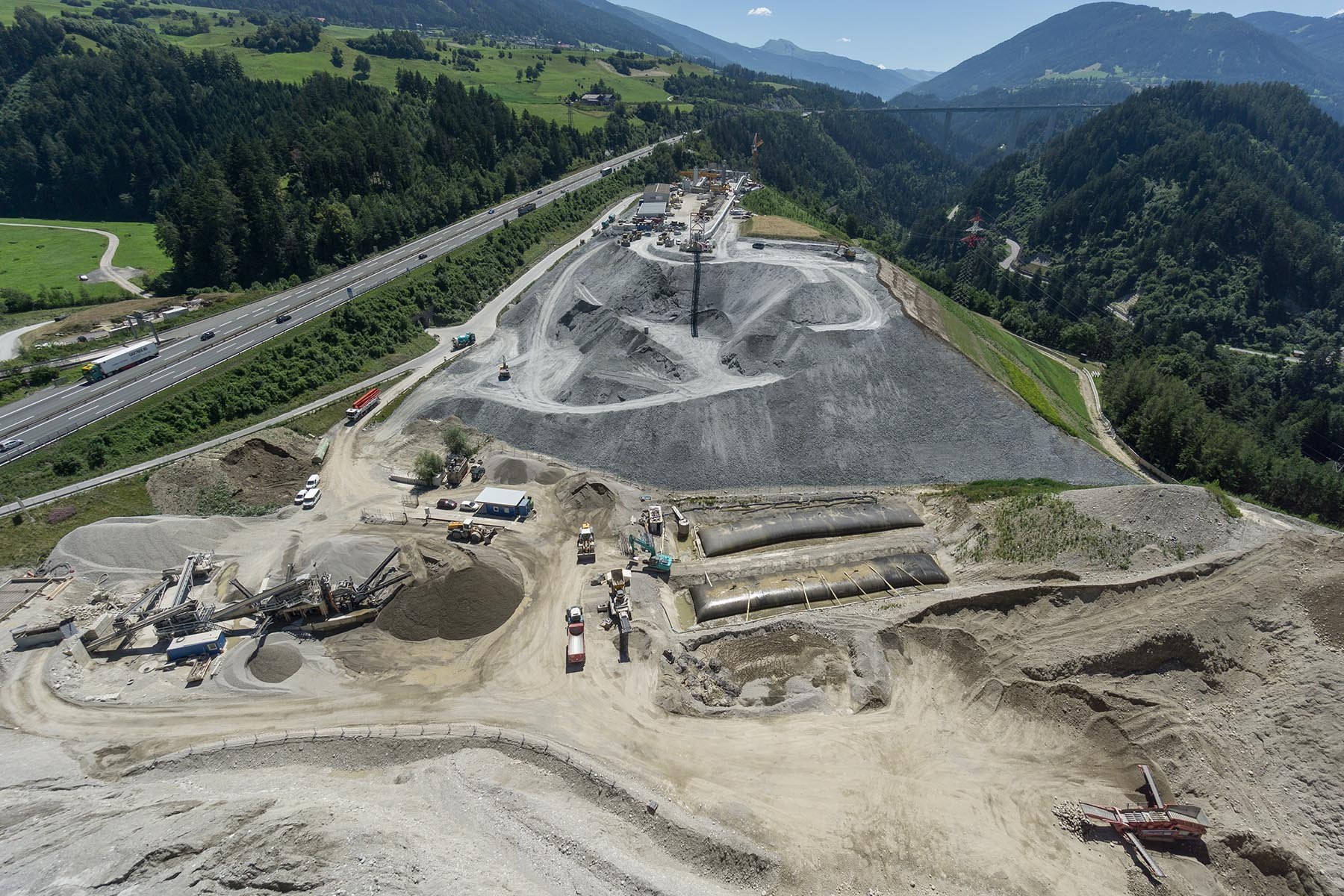
Deponie Ahrental

Der 55 km lange, zweiröhrige Haupttunnel zweigt bei Innsbruck in einer Höhe von 609 m ü. A. von der bereits bestehenden Abzweigung des Inntaltunnels ab,  und unterquert bei einer Gebirgsüberlagerung von bis zu 1720 m den Alpenhauptkamm, bis die Strecke bei Franzensfeste in Südtirol in 747 m s.l.m. wieder ans Tageslicht tritt. 
Der Brennerbasistunnel besteht aus zwei Haupttunnelröhren und einem Erkundungsstollen. Die eingleisigen Haupttunnelröhren weisen einen Innendurchmesser von 8,1 m auf. Alle 333 m verbinden Querstollen die beiden Röhren. Diese sogenannten Querschläge fungieren in Notfallsituationen als Fluchtweg. Das Konzept entspricht höchsten Sicherheitsstandards im Tunnelbau. Eine Besonderheit ist der 12 m unterhalb der Haupttunnelröhren mittig verlaufende Erkundungsstollen. Sein Durchmesser beträgt 5 bis 6 m. In der Bauphase dient er in erster Linie der geologischen Vorerkundung, um Kosten und Risiken zu minimieren. In der Betriebsphase wird er als Service- und Entwässerungsstollen genutzt. Vier seitliche Zufahrtstunnel verbinden die Tunnelbauwerke mit der Geländeoberfläche. Diese Zufahrtstunnel befinden sich auf österreichischem Projektgebiet in Ampass (47° 15′ 43,2″ N, 11° 27′ 10,9″ O), im Ahrental (47° 12′ 46,9″ N, 11° 23′ 54,7″ O) und in Wolf bei Steinach am Brenner (47° 4′ 34,4″ N, 11° 29′ 1,4″ O), in Italien bei Mauls (46° 50′ 27,4″ N, 11° 31′ 46,5″ O). Das Tunnelsystem des Brennerbasistunnels umfasst insgesamt ca. 230 km.
Die Ausbruchsmenge an Gestein beim Bau des Tunnels wird auf 21,5 Mio. m³ geschätzt. Von der gesamten Ausbruchsmenge soll etwa ein Drittel wiederverwertet werden, als Schüttmaterial, Betonzuschlagstoff oder für Aufschüttungen und Rekultivierungen. Für die Endlagerung des nicht wiederverwerteten Materials sind sieben Deponien, die sich alle in der Nähe der Zufahrtstunnel befinden, geplant. Die größte davon mit einem Fassungsvermögen von 7,7 Mio. m³ befindet sich im Padastertal (47° 5′ 4,7″ N, 11° 29′ 19,7″ O) in der Gemeinde Steinach am Brenner.
Nach derzeitiger Planung soll sich der Scheitelpunkt des Tunnels bei der Staatsgrenze auf einer Höhe von 794 m ü. M. befinden. Ein Scheitelpunkt weiter im Süden hätte tiefer gelegt werden können. Der Staatsvertrag zwischen Österreich und Italien verlangt ihn aber an der Stelle der Staatsgrenze. Als Begründung dafür wird angeführt, dass österreichisches Wasser im Tunnel nach Österreich und italienisches Wasser nach Italien laufen müsse. Auf österreichischer Seite erhält der Tunnel damit 6,7 ‰, auf italienischer Seite 4,0 ‰ Steigung.
Das Sicherheitskonzept sieht neben den Querschlägen, welche die Ost- und Weströhre miteinander verbinden, drei Nothaltestellen mit Evakuierungsmöglichkeiten über die anschließenden Zugangsstollen vor. Die Nothaltestellen liegen jeweils ca. 20 km auseinander und heißen Innsbruck, St. Jodok und Trens.

### Bahntechnik
Die Tunnelstrecke soll nach derzeitigem Planungsstand mit ETCS Level 2 ausgerüstet werden. Personenzüge sollen mit 250 km/h, Güterzüge mit 120 km/h verkehren.
Der Systemwechsel der Fahrdrahtspannung und Frequenz von 15 kV bei 16,7 Hz in Österreich auf 25 kV bei 50 Hz in Italien war 2007 in der ursprünglichen Planung beim Tunnelportal in Österreich vorgesehen. Dort wären vier Trennstellen notwendig gewesen, die aus dem Inntal kommend in einem Steigungs- und Beschleunigungsabschnitt gelegen hätten. Daher wurde vor der Ausschreibung der bahntechnischen Ausrüstung, im Rahmen einer Optimierung des genehmigten Projektes, die Systemtrennstelle zusammen mit der Betriebsführungsschnittstelle an den Streckenscheitelpunkt bei der Staatsgrenze verlegt. Ein Systemwechsel von der Wechselspannung führenden Fahrleitung zur Gleichstromfahrleitung der Bestandsstrecke ist außerdem bei den Portalen der Verbindungstunnel (46° 47′ 48,8″ N, 11° 36′ 0,6″ O und 46° 47′ 56,7″ N, 11° 35′ 41,5″ O) nördlich des Bahnhofs Franzensfeste vorgesehen.

### Bau

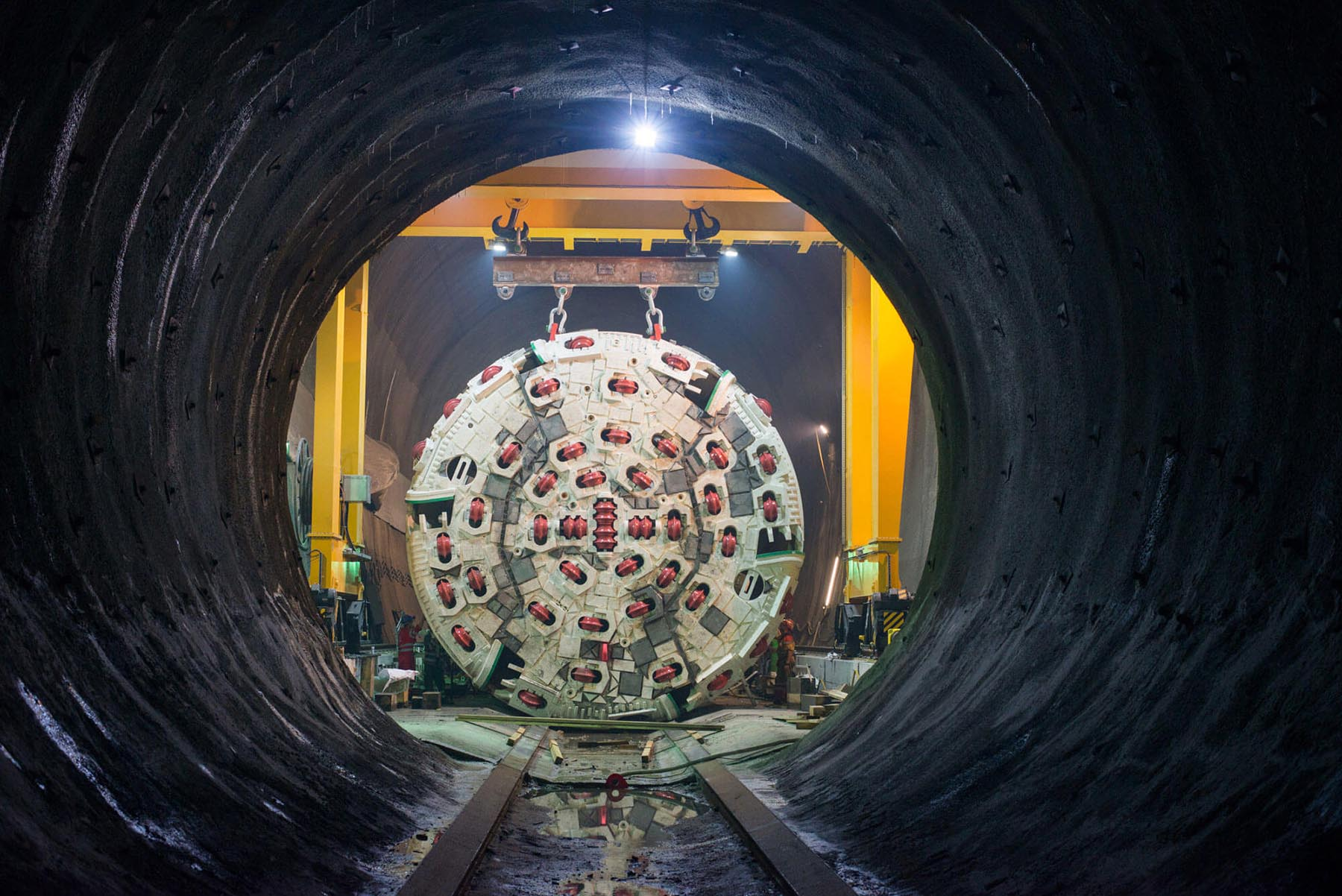
TBM-Vortrieb im Erkundungsstollen Ahrental–Pfons

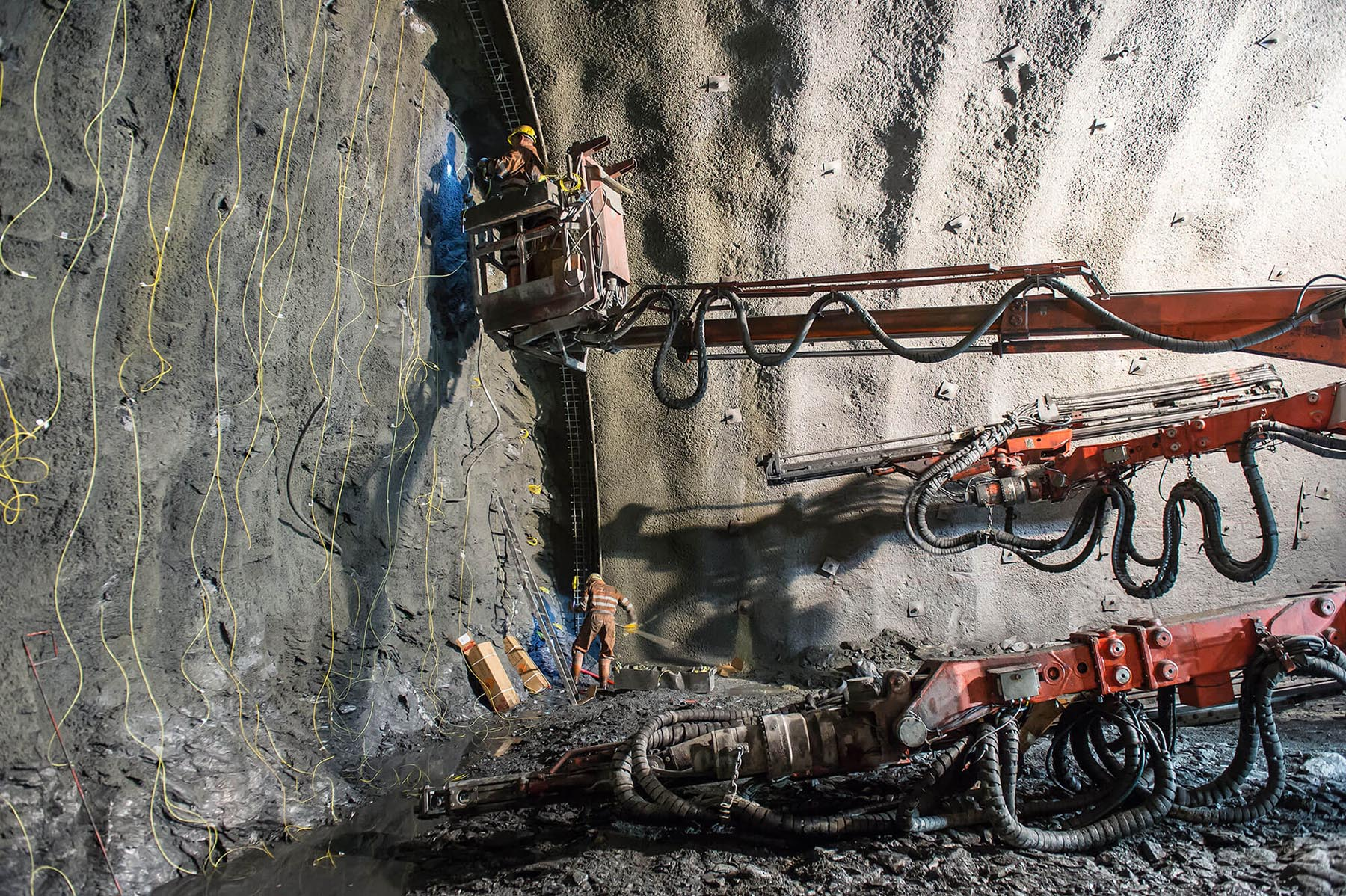
Laden zum Sprengen im Zufahrtstunnel Wolf

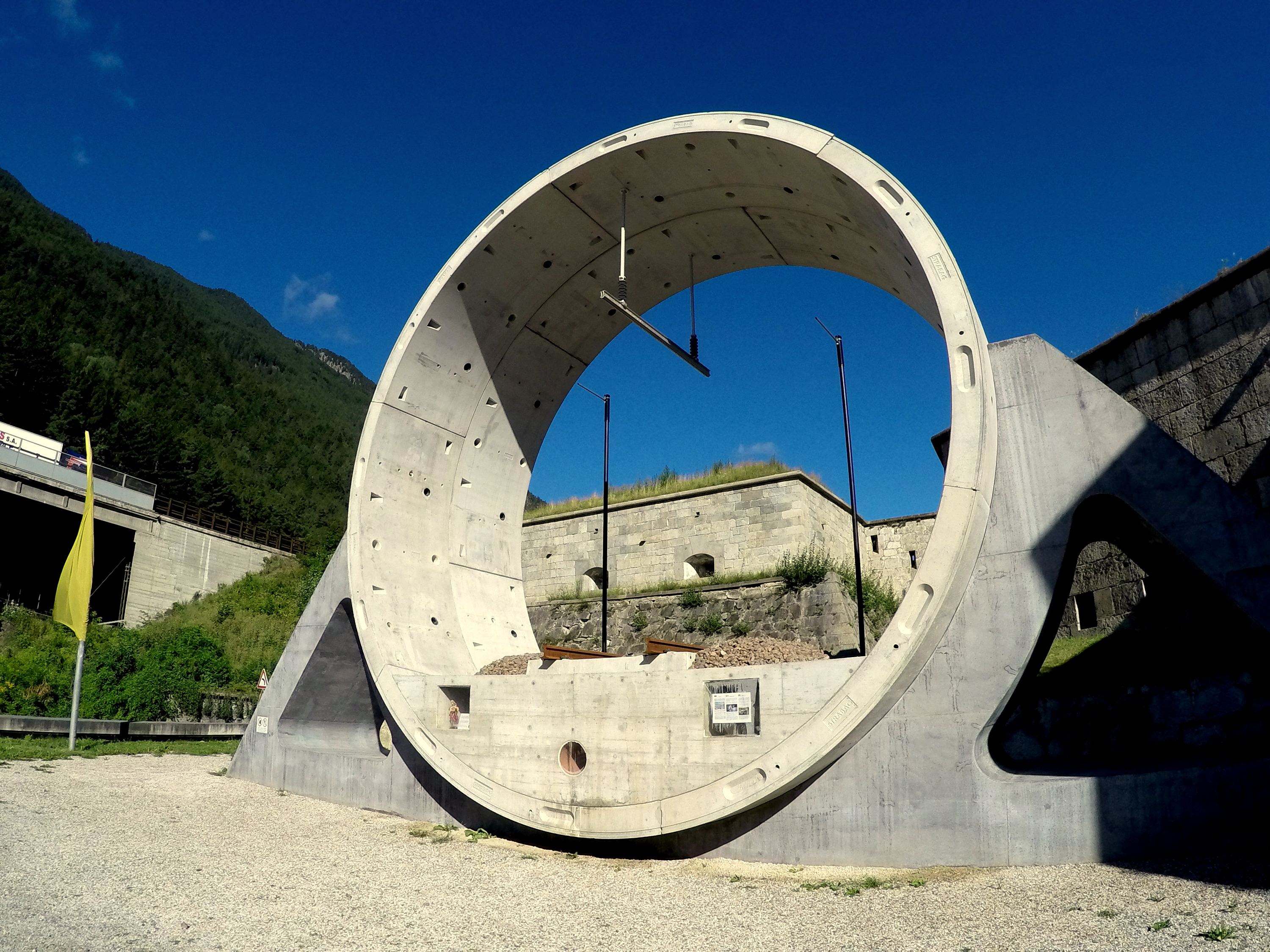
An der Franzensfeste ausgestelltes Tunnelsegment

Der Brennerbasistunnel wird von mehreren Angriffspunkten aus gebaut: Ampass und Ahrental bei Innsbruck, Wolf südlich von Steinach am Brenner, Mauls bei Sterzing und nördlich von Franzensfeste. Stand Juli 2025 waren 200 Tunnelkilometer des 230 km langen Tunnelnetzes ausgebrochen. Davon entfielen 96 km (von 120 km) auf die Haupttunnel, 57 km (von 61 km) auf Erkundungsstollen, sowie 47 km (von 49 km) auf weitere Tunnelbauwerke wie Zufahrtstunnel oder Logistikstollen. Es wird an den folgenden Baulosen gearbeitet:

#### Projektbereich Innsbruck, Österreich: Baulos „Sillschlucht“
Das Baulos H21 „Sillschlucht“ befindet sich am Fuße des Viller Bergs und beinhaltet die Anbindung des Nordportals an den Hauptbahnhof Innsbruck. Es wurde mit einem Auftragsvolumen von rund 60 Mio. Euro. netto an die Porr Bau GmbH Kematen vergeben.
Im August 2020 begannen die Arbeiten, die voraussichtlich Ende 2024 abgeschlossen werden. Das Baulos umfasst eine Reihe von komplexen Baumaßnahmen:
- eine 200 m lange Stützwand mit einer Höhe von 9 m
- einen in offener Bauweise errichteten Vortunnel durch den Bergisel (130 m)
- zwei Eisenbahnüberführungen für das Ost- und das Westgleis über die Sill
- das Nordportal des Brennerbasistunnels
- zwei 140 m lange Abschnitte der Haupttunnel
- eine Spannband-Brücke für Fußgänger über die Sill
- den Neubau der Zufahrtsbrücke über die Sill (42 m)
- diverse Flussbaumaßnahmen.[38]

#### Projektbereich Innsbruck, Österreich: Baulos „Tulfes–Pfons“
Die beiden Zufahrtstunnel Ahrental (2,4 km) und Ampass (1,4 km) sind  ausgebrochen und dienten als Zufahrts- und Angriffspunkte beim Baulos H33 „Tulfes–Pfons“. Es wurde im Sommer 2014 mit einem Auftragsvolumen von rund 377 Mio. Euro. netto an die Bietergemeinschaft Strabag AG – Impregilo S.p.a. vergeben.
Folgende Tunnelabschnitte (insgesamt 41,5 km) wurden im Zuge dieses Bauloses ausgebrochen:
- Beim Bau des über 16 km langen Erkundungsstollens von Ahrental bis nach Pfons war im österreichischen Projektteil erstmals eine Tunnelbohrmaschine im Einsatz.
- Der Rettungsstollen Tulfes (9,7 km, 47° 16′ 40,4″ N, 11° 32′ 15,6″ O) läuft parallel zur bestehenden Eisenbahnumfahrung Innsbruck und wurde mit drei Sprengvortrieben gleichzeitig realisiert.
- Die beiden Verbindungstunnel (6,8 km) überwerfen sich für einen kreuzungsfreien Übergang zwischen dem Linksbetrieb im Basistunnel und dem Rechtsbetrieb im Unterinntal.
- Haupttunnel (6 km): Die zwei Abschnitte der Haupttunnelröhren Richtung Norden dienen als Anbindung an die Umfahrung Innsbruck.
- Unterhalb der beiden Ortschaften Patsch und Igls befindet sich die 470 m lange Nothaltestelle Innsbruck.
- Sicherheits- und Logistiktunnel (3,9 km)[41]

Bei der Herstellung des Erkundungsstollens im maschinellen Vortrieb mit einer offenen Gripper-Tunnelbohrmaschine gab es zehn Überbrüche in Störungszonen. Der größte Überbruch mit der Bezeichnung Iris hatte ein Hohlraumvolumen von 5500 m³ und musste mittels Zementmörtelinjektionen verfüllt werden. Zusätzlich wurden in diesem Störzonenbereich von Juli 2020 bis Mai 2021 die Haupttunnel im Sprengvortrieb vorab über einen Hilfsangriff aus dem Erkundungsstollen aufgefahren, um bei der späteren Ankunft der Tunnelbohrmaschinen der Haupttunnel weitere Unterbrechungen des Bauablaufs zu vermeiden.
Verzögerungen im nördlich anschließenden Baulos H51 führten beim Erkundungsstollen zur Verlängerung des Vortriebes mit der Tunnelbohrmaschine. Die zusätzliche Bauleistung hatte einen Gesamtwert von 21,3 Mio. Euro netto und wurde Ende 2019 beauftragt. Der Gesamtwert des Bauauftrags betrug bis dahin rund 486 Mio. EUR netto.
Ende September 2021 waren die Rohbauarbeiten an dem Vorlos abgeschlossen.

#### Projektbereich Innsbruck, Österreich: Baulos „Sillschlucht–Pfons“
Das europaweit ausgeschriebene, rund 14,3 km lange Baulos H41 „Sillschlucht–Pfons“ wurde Ende 2021 für 651 Millionen Euro an eine Bietergemeinschaft von Implenia Österreich, Implenia Schweiz, Webuild und CSC Construzioni vergeben. Bis Sommer 2028 sollen rund 22,5 km an Fahrtunnel sowie 38 Querschläge (mit einer Gesamtlänge von etwa 2,3 km) ausgebrochen werden. Das Konsortium verantwortet auch den Innenausbau der Tunnel sowie der Nothaltestelle Innsbruck.

#### Projektbereich Steinach am Brenner, Österreich: Baulos „Pfons-Brenner“
Bei diesem Baulos werden zwischen Pfons und der Staatsgrenze 52 km Tunnel ausgebrochen. Die Arbeiten in Wolf (Gemeindegebiet Steinach am Brenner) laufen seit 2018 und werden mehr als sechs Jahre dauern. Das Baulos umfasst folgende Tunnelabschnitte:
- 37 km Haupttunnel werden Richtung Norden und Richtung Süden mit jeweils zwei TBM ausgebrochen.
- Querschläge, welche die beiden Haupttunnel alle 333 m verbinden.
- Erkundungsstollen (9 km)
- Die Nothaltestelle St. Jodok[46]

In den bereits abgeschlossenen Baulosen „Wolf 1“ und „Wolf 2“ wurden neben dem 3,3 km langen Zufahrtstunnel, dem 1,2 km langen Abschnitt des Erkundungsstollens Richtung Süden und mehreren Verbindungstunneln auch zwei wichtige Logistiktunnel gebaut: der Saxenertunnel verbindet die Baustelle mit der Autobahn und der Schuttertunnel (47° 4′ 58,5″ N, 11° 29′ 0,1″ O) sowie der Padastertunnel (47° 4′ 57,4″ N, 11° 28′ 58,5″ O) führen unterirdisch vom Zufahrtstunnel zur Deponie im nahe gelegenen Padastertal.
Das Baulos „Pfons-Brenner“ wurde im März 2018 an die ARGE H51 Pfons-Brenner (bestehend aus Porr, Hinteregger, Società Italiana per Condotte d’Acqua S.p.A. und Itinera S.p.A.) bei einer Auftragssumme von 966 Mio. Euro netto vergeben. Nach vertraglichen Meinungsverschiedenheiten wegen großer Auffassungsunterschiede im Zusammenhang mit der Leistungserbringung kündigte am 27. Oktober 2020 die BBT SE den bestehenden Vertrag mit der ARGE. Der für das Teilstück federführende Baukonzern Porr drohte, rechtlich gegen die einseitige Kündigung vorgehen zu wollen. Die Arbeiten wurden unterbrochen. Dem Tunnelprojekt drohen Verzögerungen und höhere Kosten. 150 Millionen Euro waren bereits verbaut. Zu einer Klage von Porr kam es nicht.
Nach Kündigung des Vertrags teilte die BBT SE die noch zu bauenden Abschnitte des Bauloses H51 „Pfons–Brenner“ in verschiedene Baulose. Drei Kilometer Haupttunnel wurden in das Baulos H41 „Sillschlucht–Pfons“ integriert. Das neue Baulos H52 „Hochstegen“ wurde Ende 2021 für rund 102 Millionen Euro an das Unternehmen Swietelsky Tunnelbau vergeben und soll Ende 2023 abgeschlossen sein. Es besteht aus rund 2,6 km Haupttunnel in Richtung Brenner, 0,6 km Verbindungstunnel, fünf Querschlägen, 1,2 km Erkundungsstollen in Richtung Süden und einem 2,5 km langen Restausbruch der Überleitstelle beim Knoten Wolf Süd. Die verbleibenden Arbeiten zwischen Pfons und Brenner wurden im Jänner 2022 als Baulos H53 „Pfons-Brenner“ ausgeschrieben. Die geschätzte Netto-Auftragssumme liegt bei 855 Millionen Euro. Am 4. April 2023 wurde das Baulos H53 „Pfons-Brenner“ an eine ARGE aus Porr Bau GmbH, Marti GmbH Österreich und Marti Tunnel AG Schweiz für eine Vergabesumme von 959 Millionen Euro vergeben. Für die Bauzeit sind 70,5 Monate (knapp 6 Jahre) anberaumt.

#### Projektbereich Mauls, Italien: Baulos „Mauls 2–3“
In Mauls wurden beim Vorlos „Periadriatische Naht“ (2011 bis 2015) 3,7 km Haupttunnelröhren mit zwei Kavernen für die Tunnelbohrmaschinen und 1,5 km Erkundungsstollen ausgebrochen. Das Baulos wurde 2011 mit einem Auftragsvolumen von rund 53 Mio. Euro. netto an die Bietergemeinschaft Consorzio Brennero 2011, bestehend aus PAC S.p.A., Cogeis S.p.A., Oberosler Cav Pietro S.p.A. und Implenia SA vergeben. Die Durchörterung der Periadriatischen Störungszone – eine der mächtigsten geologischen Störungszonen der Alpen – verlief ohne Probleme.
Das Baulos „Mauls 2-3“ erstreckt sich von der Staatsgrenze im Norden bis zum Baulos „Eisackunterquerung“ im Süden. Es umfasst 65 Tunnelkilometer und die Bauzeit soll sieben Jahre betragen. Es wurde im Sommer 2016 mit einem Auftragsvolumen von rund 993 Mio. Euro netto an die Bietergemeinschaft Astaldi S.p.A., Ghella S.p.A., Oberosler Cav Pietro S.r.l. (bis Juni 2018), Cogeis S.p.A. und PAC S.p.A. vergeben.
Folgende Tunnelabschnitte werden realisiert:
- Haupttunnel (39,9 km)
- Erkundungsstollen (14,8 km)
- Sicherheits- und Logistiktunnel (6,9 km)
- Nothaltestelle Trens mit Zufahrtstunnel
- Querschläge zwischen den Hauptröhren (alle 333 m)

Die Tunnelbohrmaschine Flavia, welche die westliche Röhre ausbricht, blieb im April 2023 aufgrund von losem Gestein stecken und konnte erst sieben Monate später wieder befreit werden.

#### Projektbereich Franzensfeste, Italien: Baulos „Eisackunterquerung“

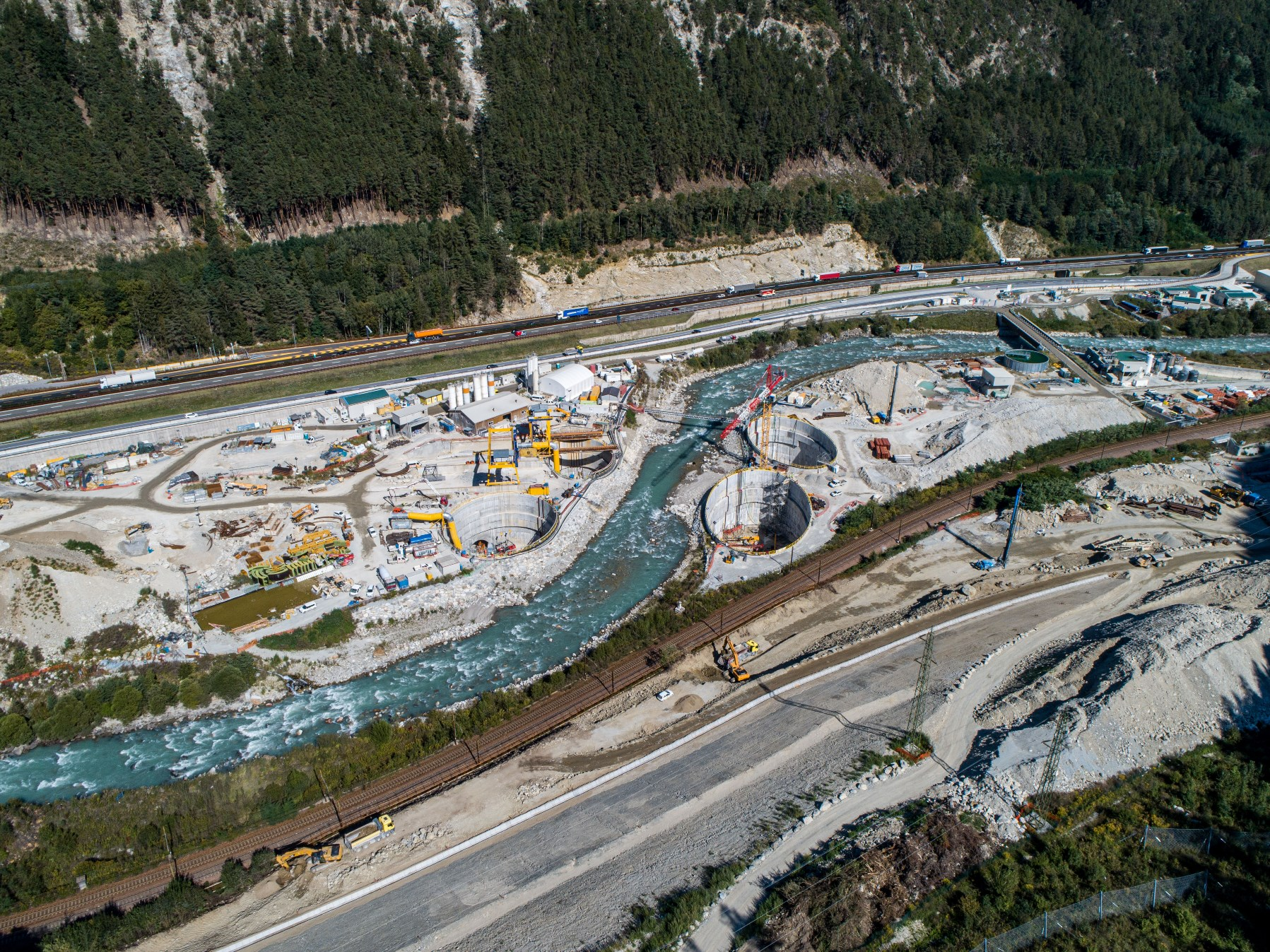
Die Baustelle „Eisackunterquerung“ aus der Vogelperspektive (2019)

Das südlichste Hauptlos umfasst 4,6 Kilometer Haupttunnelröhren, die direkt in den Bahnhof Franzensfeste münden, sowie zwei Verbindungstunnel mit zusammen 1,2 km Länge zur bestehenden Eisenbahnstrecke. Es wurde im Oktober 2014 mit einem Auftragsvolumen von rund 301 Mio. Euro. netto an die Bietergemeinschaft Isarco s.c.a.r.l., bestehend aus Webuild S.p.A. (ex. Salini-Impregilo), Strabag AG, Strabag S.p.A., Consorzio Integra und Collini Lavori S.p.A., vergeben.
Die Tunnel verlaufen nur knapp unter der Oberfläche und unterqueren die Brennerautobahn, die Brennerstaatsstraße, den Fluss Eisack und die Brennerbahn. Die Unterquerung des Eisack und die komplexe Bodenbeschaffenheit erfordern zwei besondere Bauweisen: die Bodenvereisung und das Düsenstrahlverfahren. Den Arbeiten an den Tunnelröhren ging eine Verlegung der Staatsstraße SS12 mit dem Bau von zwei neuen Brücken und einer Eisenbahnunterführung voraus. Im Zuge der Arbeiten wurden außerdem eine eigene Zu- und Abfahrt bei der Brennerautobahn sowie ein Verladeplatz errichtet. Die Bauarbeiten begannen im Oktober 2014 und wurden im August 2023 abgeschlossen.

### Geologie
Seit dem Jahr 2000 werden vertiefte geologische und hydrogeologische Untersuchungen zur Erkundung des BBT durchgeführt. Das Projektgebiet wurde von den Universitäten Padua und Innsbruck gemeinsam mit der Geologischen Bundesanstalt geologisch und hydrogeologisch kartiert. Bis Ende 2015 wurden rund 350 geologische Erkundungsbohrungen durchgeführt, davon sind 25 Bohrungen tiefer als 500 m. Die tiefste Bohrung ist 1420 m lang. Bisher wurden um die 35.000 lfm Gestein in Form von Bohrkernen aus den Bohrungen gewonnen. Viele dieser Bohrkerne wurden im Versuchslabor geologisch und geotechnisch untersucht. Detaillierte Erkenntnisse zur Geologie und Hydrogeologie auf Tunnelniveau liefert der Erkundungsstollen, der seit Anfang 2008 an mehreren Stellen vorgetrieben wird. Der parallele Verlauf des Erkundungsstollens zu den beiden Hauptröhren ermöglicht eine genaue Prognose für diese. Etwaige Unsicherheiten können so bereits vorab festgestellt und analysiert werden.

### Hydrologie
Die Hydrogeologie stellt einen besonderen Schwerpunkt in der Planung und im Bau des Brennerbasistunnels dar. Die geplante Trasse des Tunnels durchquert die Einzugsgebiete zahlreicher Wasserquellen. Aufgrund des Vorprojekts von 2002 wurde befürchtet, dass durch die Bohrungen mehrere Quellen versiegen oder vermindert Wasser liefern könnten. In Österreich gehört die gemeindeeigene Quelle von Vals, welche rund 60 % der ansässigen Bevölkerung versorgt, zu den möglicherweise gefährdeten Quellen. Aus diesem Grund hat die BBT SE im Vorfeld ein Ersatzversorgungssystem errichtet, welches seit 2013 im Betrieb ist. Auch in der Gemeinde Ellbögen läuft bereits ein Ersatzversorgungssystem, das von der BBT SE finanziert wurde.
Um den Wasserhaushalt zu untersuchen, werden seit 2001 Quellen, Brunnen, Grundwassermessstellen und Gewässer im gesamten Projektgebiet periodisch gemessen; derzeit sind 1350 Messorte vorhanden. Alle vier Wochen wird im Zuge der wasserwirtschaftlichen Beweissicherung die Wassermenge, die Wassertemperatur und die Leitfähigkeit des Wassers untersucht. Zudem werden die Wässer mindestens zwei Mal jährlich beprobt und chemisch analysiert. Das gesamte Monitoring Programm über den Wasserhaushalt soll über die gesamte Bauzeit andauern. Darüber hinaus soll es auch noch fünf Jahre nach Fertigstellung des BBT fortgeführt werden.
Im laufenden Betrieb fällt in den Tunneln Drainagewasser an, das über den Erkundungsstollen abgeführt werden muss. Dieses Wasser hat ganzjährig eine Temperatur von ca. 10 °C und kann damit sowohl zum Kühlen von Gebäuden als auch als Wärmequelle für Wärmepumpenheizungen dienen. Ein Forschungsprojekt untersucht die Nutzung als Energiequelle für Quartiere in Innsbruck (sog. Kalte Nahwärme).

## Finanzierung
Als Alpentransversale des SCAN-MED-Korridors wird der Brennerbasistunnel wesentlich von der Europäischen Union gefördert. Sie trägt zwischen 2015 und 2020 50 % der Kosten des Erkundungsstollens (ca. 303 Mio. Euro) und 40 % der Kosten der beiden Haupttunnelröhren (knapp 880 Mio. Euro). Die verbleibenden etwa 60 % tragen Österreich und Italien jeweils zur Hälfte.
Zu Beginn der konkreten Bauplanungen Mitte 2006 lagen die geschätzten Kosten zwischen 4,5 und 12 Mrd. Euro. Davon sollte die EU höchstens 900 Mio. Euro übernehmen. Zum Preisstand von 2006 wurden die geschätzten Kosten im Jahr 2009 mit 6 Milliarden Euro angegeben.
Die Basiskosten des Brennerbasistunnels werden auf insgesamt 7,8 Milliarden Euro (Preisbasis 2017) geschätzt. Hochgerechnet auf das Projektende (2028) betragen die prognostizierten Gesamtkosten inklusive Risikovorsorge und Vorausvalorisierung etwa 8,384 Mrd. Euro. Sie unterteilen sich in vier große Gruppen: Auf den Rohbau entfallen 60 %, 15 % auf die Ausrüstung, 10 % auf Planung, Dienstleistung und interne Kosten, 1 % auf Grundstücksangelegenheiten und 14 % sind für die Risikovorsorge reserviert. 2020 wurden die Baukosten vom Rechnungshof der Europäischen Union auf 10 Milliarden Euro geschätzt. Österreich hat im Rahmenplan Infrastruktur für den Zeitraum 2017 bis 2022[veraltet] 2,5 Mrd. Euro für das Projekt Brennerbasistunnel vorgesehen. Das Land Tirol leistet einen Kostenbeitrag in Höhe von 190 Mio. Euro. Italien hat laut CIPE-Beschluss 2010 4,6 Mrd. Euro genehmigt. Seit 1997 spart die italienische Brennerautobahn AG einen Teil ihrer Mauteinnahmen für den Basistunnel auf. Bis Mitte 2013 kamen so 338 Mio. Euro zusammen. Der italienische Finanzierungsbeitrag für das zweite Baulos beträgt 638 Mio. Euro. Seitens der Regierungen in Wien und Rom ist damit die Finanzierung gesichert.

## Bauherr BBT SE
Bauherr des Brennerbasistunnels ist die „Galleria di Base del Brennero – Brenner Basistunnel BBT SE“. Die BBT SE ist eine Europäische Aktiengesellschaft und befindet sich zu je 50 % im Eigentum Österreichs und Italiens. Gesellschafter auf österreichischer Seite ist die ÖBB Infrastruktur AG als alleiniger Aktionär. Die Beteiligungsgesellschaft Tunnel Ferroviario del Brennero Holding AG (TFB) hält den italienischen Anteil. Eigentümer der TFB sind die staatliche Eisenbahngesellschaft Italiens Ferrovie dello Stato Italiane über ihre Tochtergesellschaft RFI (Rete Ferroviaria Italiana) (88,99 %), die Autonome Provinz Bozen (6,38 %), die Autonome Provinz Trient (4,24 %) und die Provinz Verona (0,39 %).

## Zulaufstrecken

### Brenner Corridor Platform
Im Rahmen der Brenner Corridor Platform (BCP) werden zwischen den Ländern Bayern, Tirol sowie den Provinzen Südtirol, Trentino und Verona, den drei Infrastrukturministerien in Berlin, Wien und Rom und den drei Betreibergesellschaften DB, ÖBB und RFI gemeinsam mit der BBT SE unter dem Vorsitz der Europäischen Union in neun Arbeitsgruppen Vorschläge zur Verbesserung der Verkehrssituation im Raum München–Verona erarbeitet. Im Juli 2008 wurde in Brüssel vom ehemaligen TEN-Koordinator Karel van Miert ein entsprechender Aktionsplan vorgestellt. Berücksichtigt werden in den Arbeitsgruppen unter anderem die Optimierung der Bestandsstrecke, die Querfinanzierung Straße–Schiene, die Untersuchung des Verkehrsraumes, die Verlagerung des Güterverkehrs auf die Schiene und die entsprechende Organisation von Verladeterminals.

### Nördliche Zulaufstrecke

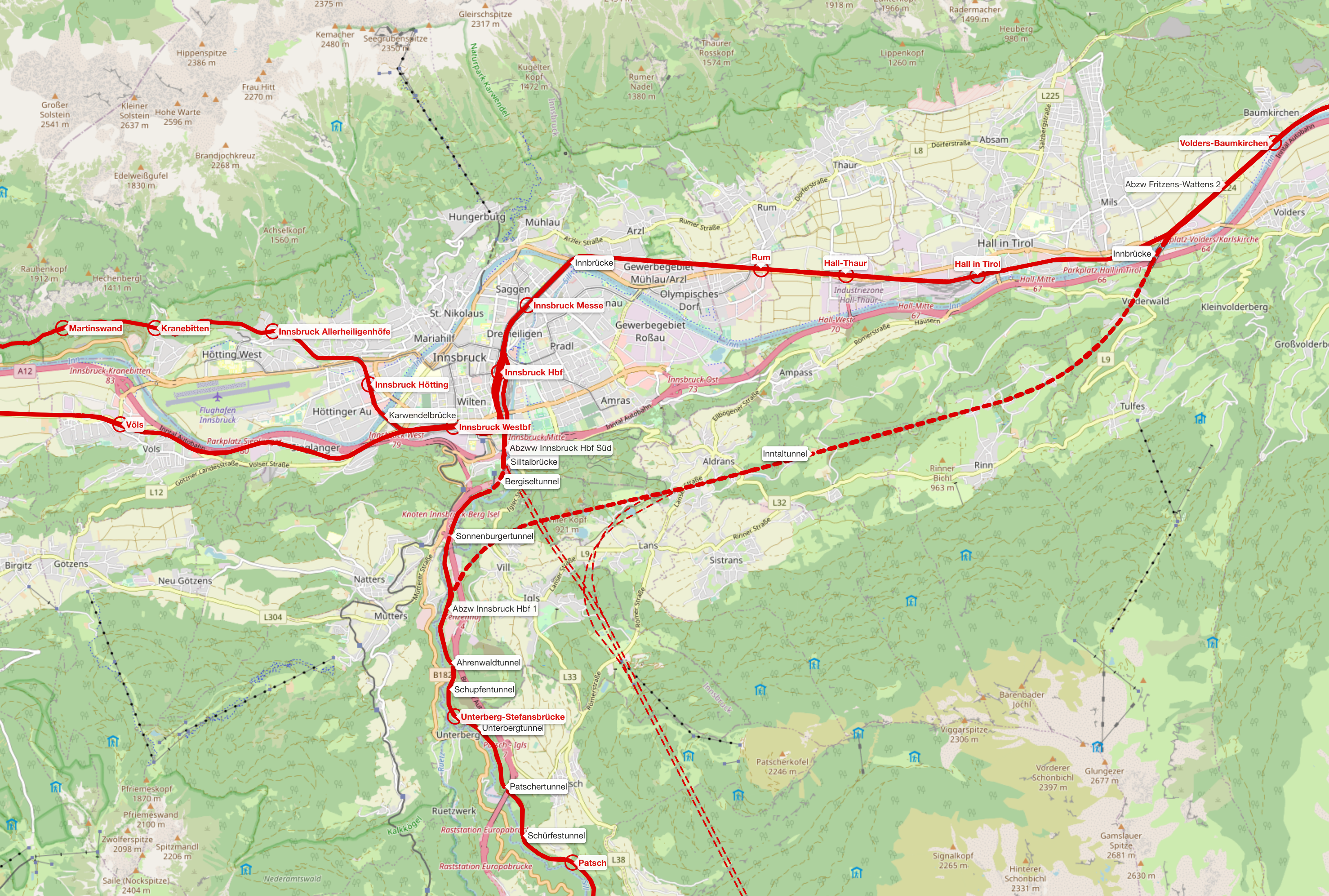
Bahnanlagen im Raum Innsbruck

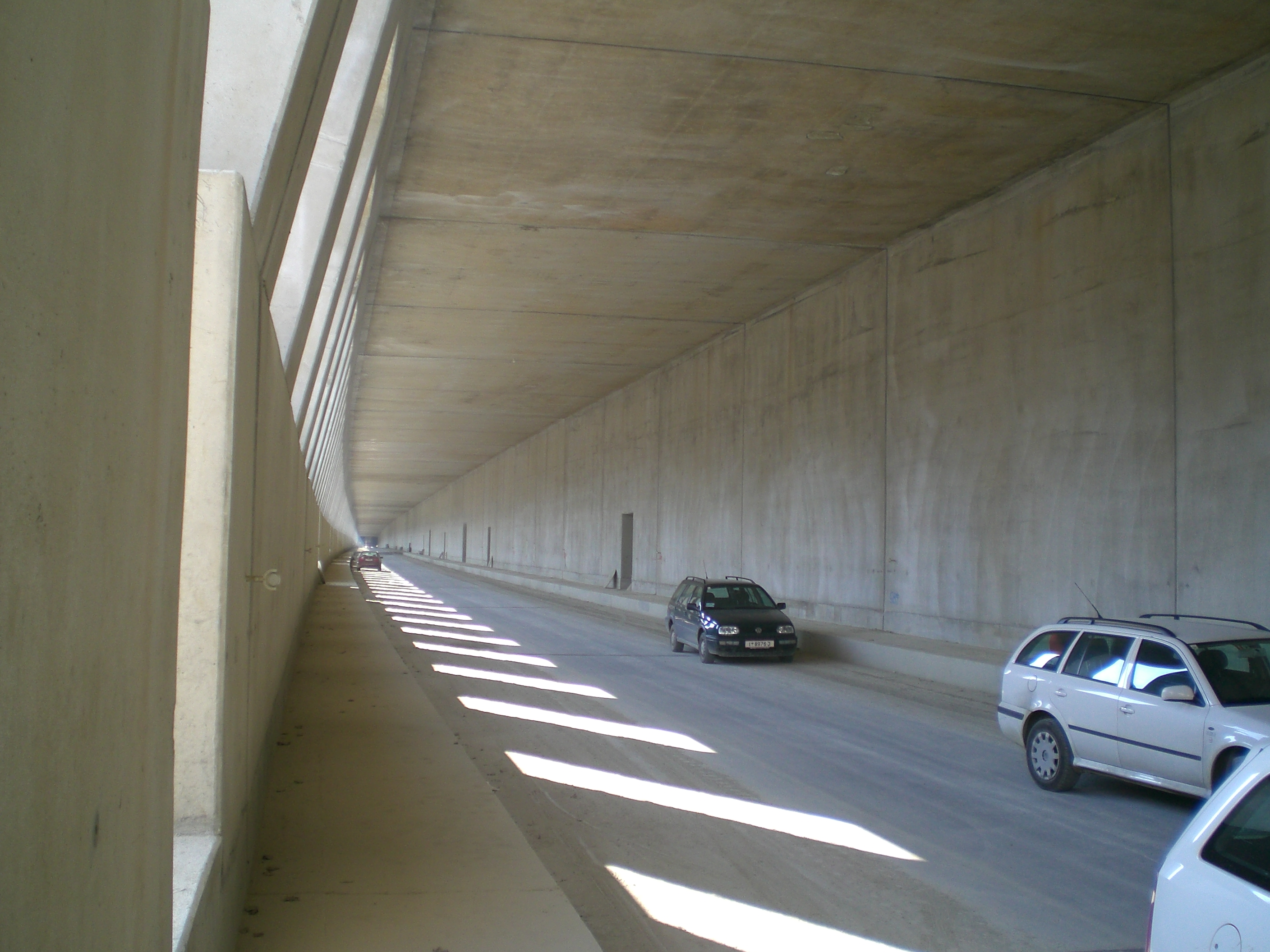
Fertiger Rohbau einer Galerie der neuen Unterinntalbahn

Der Brennerbasistunnel weist im Norden zwei Zulaufstrecken auf, die einige Kilometer vor dem Einmünden in den Haupttunnel bereits unterirdisch verlaufen und ebenfalls im Zuge des Brennerbasistunnelbaus errichtet werden müssen. Die eine Strecke führt ab dem Hauptbahnhof Innsbruck am Bergisel unterirdisch zum Tunnel, die andere ist eine Umgehungsstrecke von Innsbruck. Diese ist mit acht Tunnelkilometern etwas länger als die Verbindungsstrecke vom Hauptbahnhof. Mit dieser eingerechnet wird der Brennerbasistunnel mit 62,7 km der längste durchgehende Eisenbahntunnel der Welt sein. Werden jedoch auch beim Gotthard-Basistunnel die Zugangsstrecken in der Variante Berg lang und dem Axentunnel hinzugerechnet, wäre dieser mit insgesamt 75 km Länge wiederum der längste Tunnel der Welt – diese beiden Projekte sind derzeit allerdings sistiert und die Realisierung nicht gesichert.
Die Strecke im Inntal von Baumkirchen bis Radfeld (Verknüpfungsstelle Wörgl Radfeld) ist nunmehr viergleisig, der Abschnitt Wörgl Radfeld über Wörgl Kundl bis Wörgl Terminal Süd (vorerst) dreigleisig und der Abschnitt Wörgl Terminal Süd bis Wörgl Hauptbahnhof viergleisig ausgebaut. Auch zwischen Wörgl Kundl und Wörgl Hbf ist die Strecke bereits drei- bzw. viergleisig. In Wörgl Hbf zweigt die Strecke nach Salzburg bzw. Graz und Klagenfurt (Giselabahn als Teil der Österreichischen Westbahn) ab, weswegen die Strecke von Wörgl über Kufstein und Rosenheim nach München deutlich entlastet ist. Mit Inbetriebnahme des zweigleisigen Neubauabschnittes Radfeld–Verknüpfungsstelle Wörgl Schaftenau–Brannenburg (aktuell läuft das Genehmigungsverfahren) bestehen im Raum Wörgl dann bis zu sechs parallele Gleise; Wörgl wird als größter Eisenbahnknotenpunkt mit Traktionsstandort und Werkstätten an der Neubaustrecke auf beiden Seiten angebunden.
Der Nordzulauf von München bis Innsbruck beträgt über die Route Grafing–Rosenheim–Kufstein 165 km. Ideen, den Fernverkehr zwischen München und Innsbruck auf eine direktere Route zu verlegen und beispielsweise über Garmisch-Partenkirchen, Mittenwald und Seefeld zu führen – darunter der Wettersteintunnel, der Karwendeltunnel und die Doppelspurinsel-Mittenwald-Scharnitz –, wurden nicht weiterverfolgt, obwohl die Strecke München–Innsbruck dadurch auf 129 km verkürzt werden könnte.
Ebenfalls viergleisig ausgebaut wurde auf deutscher Seite der Abschnitt zwischen München und Grafing, wodurch die Züge der Münchener S-Bahn vom Fernverkehr getrennt werden konnten. Letzterer verfügt damit über eine Kapazität von 275 Zügen pro Tag. Das Ergebnis eines ab 2016 laufenden Beteiligungsverfahrens, in dem, wie auch andernorts, Positionen generell gegen einen Ausbau des Brenner-Nordzulaufs geäußert wurden, wurde am 13. April 2021 bekannt gegeben. Der 54 km lange Abschnitt soll in Ostermünchen von der bestehenden Strecke abzweigen und dann östlich von Rosenheim bis Schaftenau bei Kufstein verlaufen. 60 % der Strecke verlaufen unterirdisch.

### Südliche Zulaufstrecke
| \| \| \| von Brenner/Innsbruck \| \| \| \| \| Eisack-Unterquerung \| \| \| \| \| \| \| \| \| \| Verbindung Stammstrecke-Brennerbasistunnel \| \| \| \| \| \| \| \| \| \| Südportal Brennerbasistunnel (im Bau, ca. 55 km) \| 749 m s.l.m. \| \| \| \| Franzensfeste/Fortezza \| 747 m s.l.m. \| \| \| \| Nordportal Schalderer Tunnel (im Bau, ca. 15,4 km) \| 748 m s.l.m. \| \| \| \| Pustertalbahn (Riggertalschleife im Bau) \| \| \| \| \| Vahrn/Varna (in Planung) \| \| \| \| \| Brixen/Bressanone \| 577 m s.l.m. \| \| \| \| Eisack-Brücke (81 m) \| \| \| \| \| Südportal Schalderer Tunnel (im Bau, ca. 15,4 km) \| 569 m s.l.m. \| \| \| \| Eisack-Brücke (im Bau, ca. 250 m) \| \| \| \| \| \| \| \| \| \| Nordportal Grödner Tunnel (im Bau, ca. 6,3 km) \| 566 m s.l.m. \| \| \| \| Klausen/Chiusa \| 523 m s.l.m. \| \| \| \| Tunnel nach Klausen (515 m) \| \| \| \| \| Südportal Grödner Tunnel (im Bau, ca. 6,3 km) \| 472 m s.l.m. \| \| \| \| Waidbruck-Lajen/Ponte Gardena-Laion \| 471 m s.l.m. \| \| \| \| nach Bozen/Verona \| \| |  |                                                    |                                            |
| Strecke · Strecke (im Tunnel) |  | von Brenner/Innsbruck                              | von Brenner/Innsbruck                      |
| Strecke von links · Strecke nach rechts · Strecke unter Wasserlauf (im Tunnel) |  | Eisack-Unterquerung                                | Eisack-Unterquerung                        |
| Strecke · Strecke von links (im Tunnel) · Abzweig geradeaus und nach rechts (im Tunnel) |  |                                                    |                                            |
| Strecke · Strecke (im Tunnel) · Tunnelende (Strecke außer Betrieb) |  | Verbindung Stammstrecke-Brennerbasistunnel         | Verbindung Stammstrecke-Brennerbasistunnel |
| Strecke nach links · Kreuzung (Strecke geradeaus außer Betrieb) (im Tunnel) · Abzweig ehemals geradeaus und von rechts |  |                                                    |                                            |
| Tunnelende (Strecke außer Betrieb) · Strecke |  | Südportal Brennerbasistunnel (im Bau, ca. 55 km)   | 749 m s.l.m.                               |
| Blockstelle (Strecke außer Betrieb) · Bahnhof · Kopfbahnhof Streckenanfang |  | Franzensfeste/Fortezza                             | 747 m s.l.m.                               |
| Tunnelanfang (Strecke außer Betrieb) · Strecke · Strecke |  | Nordportal Schalderer Tunnel (im Bau, ca. 15,4 km) | 748 m s.l.m.                               |
| Strecke (im Tunnel) · Abzweig geradeaus und ehemals von links · Abzweig ehemals quer und nach links |  | Pustertalbahn (Riggertalschleife im Bau)           | Pustertalbahn (Riggertalschleife im Bau)   |
| Strecke (im Tunnel) · ehemaliger Haltepunkt / Haltestelle |  | Vahrn/Varna (in Planung)                           | Vahrn/Varna (in Planung)                   |
| Strecke (im Tunnel) · Bahnhof |  | Brixen/Bressanone                                  | 577 m s.l.m.                               |
| Strecke (im Tunnel) · Brücke über Wasserlauf |  | Eisack-Brücke (81 m)                               | Eisack-Brücke (81 m)                       |
| Tunnelende (Strecke außer Betrieb) · Strecke |  | Südportal Schalderer Tunnel (im Bau, ca. 15,4 km)  | 569 m s.l.m.                               |
| Strecke unter Wasserlauf Anfang Hochstrecke (Strecke außer Betrieb) · Strecke |  | Eisack-Brücke (im Bau, ca. 250 m)                  | Eisack-Brücke (im Bau, ca. 250 m)          |
| Strecke von links · Kreuzung Ende Hochstrecke (Strecke geradeaus außer Betrieb) · Strecke nach rechts |  |                                                    |                                            |
| Strecke · Tunnelanfang (Strecke außer Betrieb) |  | Nordportal Grödner Tunnel (im Bau, ca. 6,3 km)     | 566 m s.l.m.                               |
| Haltepunkt / Haltestelle · Strecke (außer Betrieb) (im Tunnel) |  | Klausen/Chiusa                                     | 523 m s.l.m.                               |
| Tunnel · Strecke (außer Betrieb) (im Tunnel) |  | Tunnel nach Klausen (515 m)                        | Tunnel nach Klausen (515 m)                |
| Strecke · Tunnelende (Strecke außer Betrieb) |  | Südportal Grödner Tunnel (im Bau, ca. 6,3 km)      | 472 m s.l.m.                               |
| Bahnhof · Kopfbahnhof Strecke bis hier außer Betrieb |  | Waidbruck-Lajen/Ponte Gardena-Laion                | 471 m s.l.m.                               |
| Verschwenkung nach links · Verschwenkung nach rechts |  | nach Bozen/Verona                                  | nach Bozen/Verona                          |

Die südliche Zulaufstrecke des BBT soll 189 km lang werden und vom Südportal des BBT in Franzensfeste bis Verona reichen, wo das Güterverkehrszentrum Quadrante Europa liegt. Im Endausbau sollen die zwei Gleise der Bestandsstrecke auf voller Länge durch zwei Gleise des Südzulaufs ergänzt werden. In Verona geht die Nord-Süd-Achse der Brennerbahn in die Bahnstrecken Verona–Bologna und Verona–Mantua–Modena über und trifft auf die Ost-West-Verbindung Mailand–Venedig.
Einige Abschnitte des Südzulaufs werden bereits gebaut bzw. sind in einem fortgeschrittenen Planungsstand.
Das Baulos Franzensfeste–Waidbruck soll zusammen mit dem BBT fertig werden .
Dieser Abschnitt führt vom Südportal des Tunnels bei Franzensfeste bis Waidbruck und wird eine Länge von 22,5 Kilometern aufweisen. Teil des Projekts sind der Schalderer Tunnel (15,4 Kilometer) und der Grödner Tunnel (6,3 Kilometer). Der italienische Infrastrukturbetreiber RFI investiert rund 1,05 Milliarden Euro in diesen Streckenabschnitt. 2003 erstellte die RFI das erste Vorprojekt, 2015 das definitive Projekt, das 2017 von der CIPE freigegeben wurde. 2019 fand die RFI eine Einigung mit den Gemeinden des Eisacktals und das Baulos erhielt ein positives UVP-Gutachten vom Umweltministerium in Rom. 2020 wurden die ersten Vorarbeiten aufgenommen. Seit 2024 wird an den Tunneln gebaut.
Das Projekt für die Umfahrung von Trient wurde 2021 vorgestellt und 2023 finalisiert. Es umfasst eine 13 km lange Strecke, von der 11 km im Trienttunnel gelegen sind. Im Jahr 2024 wurden die Bauarbeiten aufgenommen.
Die Planungen für die Umfahrung von Bozen, die im Wesentlichen aus einem Tunnel zwischen Blumau und Branzoll bestehen wird, wurden 2021 begonnen.
Weitere als prioritär betrachtete Projekte sind die Umfahrung von Rovereto und die Einfahrt nach Verona.
Die Zulaufstrecke soll, wie die Tunnelstrecke, mit 25 kV bei 50 Hz elektrifiziert werden. Die Strecke soll eine maximale Steigung von 12,5 ‰ aufweisen und für eine Entwurfsgeschwindigkeit zwischen 200 und 230 km/h geplant werden.

### Chronologie zu den Zulaufstrecken
- Als TEN-Projekt wurde der Ausbau der Zuläufe am 10. April 1994 beschlossen. Damit wurde auch eine Grundsatzerklärung von Deutschland, Österreich und Italien unterzeichnet, für Zulaufstrecken zu sorgen.[13]
- In Österreich wurde zur Errichtung der notwendigen Infrastruktur bereits 1996 die Brenner Eisenbahn GmbH (BEG) gegründet, die die Bautätigkeiten im Raum Kundl durchgeführt hat.
- Der seinerzeitige deutsche Verkehrsminister Wolfgang Tiefensee sagte bei der Unterzeichnung der Grundsatzvereinbarung am 18. Mai 2009 lediglich vage zu, „gegebenenfalls“ für einen Ausbau der Inntalstrecke zu sorgen. Der würde davon abhängig gemacht, ob nach der Realisierung des BBT das Verkehrsaufkommen tatsächlich deutlich steige.[12]
- Im Juni 2012 sagte der deutsche Verkehrsminister Peter Ramsauer zu, die Strecke zwischen Grafing und Kiefersfelden viergleisig auszubauen. Die Kosten der Strecke werden auf über 2,6 Mrd. Euro geschätzt.[13] 2013 begannen im Raum Rosenheim die Bürgerbeteiligungen für den deutschen Zulauf.[78]
- In Österreich wurde am 26. November 2012 eine zweite Doppelspur der Unterinntalbahn zur Entlastung des Abschnittes Kundl–Baumkirchen eröffnet. Diese Neue Unterinntalbahn verläuft auf etwa 34 km unterirdisch.[79] Der zweite Abschnitt Brannenburg–Kundl ist in Planung. Insgesamt kostet dieses Projekt 2,4 Mrd. Euro.[80]

Ob dieser Ausbau nur zusammen mit dem BBT seinen vollen Nutzen entfalten kann, oder ob er bereits durch die Überlagerung der bestehenden Brennerachse mit dem innerösterreichischen Ost-West-Schienenverkehr gerechtfertigt ist, bleibt umstritten.
- Im Juli 2019 wurden fünf Trassenvarianten für die Umfahrung des Bahnknotens Rosenheim vorgestellt.[81] Im April 2021 wurde mitgeteilt, dass die Bahn davon eine Streckenführung wählte, die östlich von Rosenheim und des Inns verläuft.[82]

## Meinungen und kritische Stimmen
Einige Bürgerinitiativen in Nord- und Südtirol sind gegenüber dem Brennerbasistunnel kritisch eingestellt. Sie argumentieren, dass es keinerlei Garantien gebe, dass der Schwerverkehr auch tatsächlich von der Straße auf die Schiene verlagert und der Tunnel nicht zur geldverbrennenden Bauruine werde, und fordern als ersten und wichtigsten Schritt die Einführung von Beschränkungen für den Straßentransit, etwa im Rahmen einer Alpentransitbörse.
Das Institut für Transportwirtschaft und Logistik der Wirtschaftsuniversität Wien kommt in einer im Mai 2006 veröffentlichten Studie zum Schluss, dass das Projekt des Brennerbasistunnels auf falschen Verkehrsannahmen und Kostenschätzungen basiere und der Bau keinerlei Verkehrsverlagerung von der Straße auf die Schiene zur Folge haben werde. Die zweifelhafte Wirtschaftlichkeit des Projekts schwäche die Position der Bahn gegenüber der Straße und entziehe nur sinnvolleren Infrastrukturprojekten Geld, so die von Sebastian Kummer, Philipp Nagl und Jan-Philipp Schlaak erstellte Studie. Ähnliche Bedenken zur Wirtschaftlichkeit des Brennerbasistunnels äußerten Hermann Knoflacher von der Technischen Universität Wien sowie – in einer Studie vom Juni 2006 – die Münchener Verkehrsberater Vieregg und Rössler.
Die Leistungsfähigkeit der Strecke stößt durch den geplanten Mischbetrieb von schnellfahrenden Reise- und Güterzügen an eine prinzipielle Grenze. Je größer der Geschwindigkeitsunterschied zwischen dem schnellsten und langsamsten Zug ist, umso weniger Züge können die Strecke je Stunde befahren. Ein wesentlicher Teil der Streckenkapazität geht somit von vornherein verloren. Neuere Analysen kommen zum Schluss, dass ein Wiederaufschwung des Schienengüterverkehrs (neben organisatorischen Maßnahmen) auch getrennte Infrastrukturen für Güter- und Personenverkehr entlang der wichtigsten Hauptachsen voraussetzen würde.
Zwei Interessensvertretungen unterstützen den Bau des Brennerbasistunnels: der „Verein Lebensraum für Generationen“ in Österreich und die „Freunde des Brenners“ („Amici del Brennero“) in Italien.

## Ähnliche Projekte in den Alpen
- Semmering-Basistunnel (österreichisches Projekt)
- Koralmtunnel (österreichisches Projekt)
- Mont-Cenis-Basistunnel (französisch-italienisches Projekt)
- Gotthard-Basistunnel (schweizerisches Projekt)